# Mekis József
Mekis József (Budapest, 1910. március 10. – Budapest, 1984. február 11.) vas- és fémesztergályos, politikus.

## Életpályája
Az elemi után a vas- és fémesztergályos szakmát tanulta ki. 1926-tól a Hofherr gyár alkalmazta szakmunkásként, amelynek 1945-ben párttitkára lett. 1932-ben belépett a Vasas Szakszervezetbe, 1944-ben a Magyar Kommunista Pártba. 1946 – 1948-ban a Rimamurány-Salgótarjáni Vasmű Rt. acélgyárának volt a vezérigazgatója, 1948–1950-ben a Vas- és Fémipari Dolgozók Szakszervezetének főtitkára (1952 és 1954 között elnöke), 1950–1953-ban a Csepel Vas- és Fémművek igazgatója, 1954–1955-ben a SZOT elnöke volt.
1946 és 1948 között az MKP KB póttagja, 1948-tól az MDP KV tagja. 1952-ben a Vasas Szakszervezet elnökévé választották. 1951. május 15-től 1953. július 3-ig az Elnöki Tanács tagja, 1953. július 3-tól 1955. április 18-ig az országgyűlés alelnöke, 1955. április 18-tól 1956. október 24-ig a Minisztertanács elnökhelyettese, 1957. január 26-tól 1964. június 5-től munkaügyi miniszterhelyettes (január 26-tól május 9-ig a minisztérium megbízott irányítója), 1964. június 5-től 1966. szeptember 29-ig pedig a munkaügyi miniszter első helyettese volt. 1966. szeptember 29-én nyugdíjazták, haláláig a Szakszervezetek Budapesti Tanácsának elnöki tisztségét töltötte be. 

## Díjai, elismerései
Kossuth-díj (1948)

## Emlékezete
A Fiumei úti sírkertben, a nagy munkásmozgalmi parcellában temették el.

## Művei
- Megvédjük a békét: Révai József beszéde. Jóboru Magda megnyitója és zárszava, Mekis József, Bereczky Albert, stb. hozzászólásai. 1949. márc. 25-én; Magyar Értelmiség Nemzeti Bizottsága, Bp., 1949